# Mosset
Mosset (IPA: [muˈset], ortogràficament, igual en francès) és una comuna de la Catalunya del Nord, a la comarca del Conflent.
Aquest poble pertanyia a l'associació Els pobles més bonics de França., però ha perdut aquesta atribució l'any 2016 a causa de l'incompliment d'alguns dels requisits.

## Etimologia
El filòleg Joan Coromines, en el seu Onomasticon Cataloniae explica l'origen de Mosset en un mot col·lectiu (pel sufix -et) a partir del romànic molsa, on el grup -ls- passa a -ss-. Tanmateix, el filòleg hi introdueix un dubte, atès que en tota la documentació antiga no apareix mai aquest grup -ls.

## Geografia

### Localització i característiques generals del terme

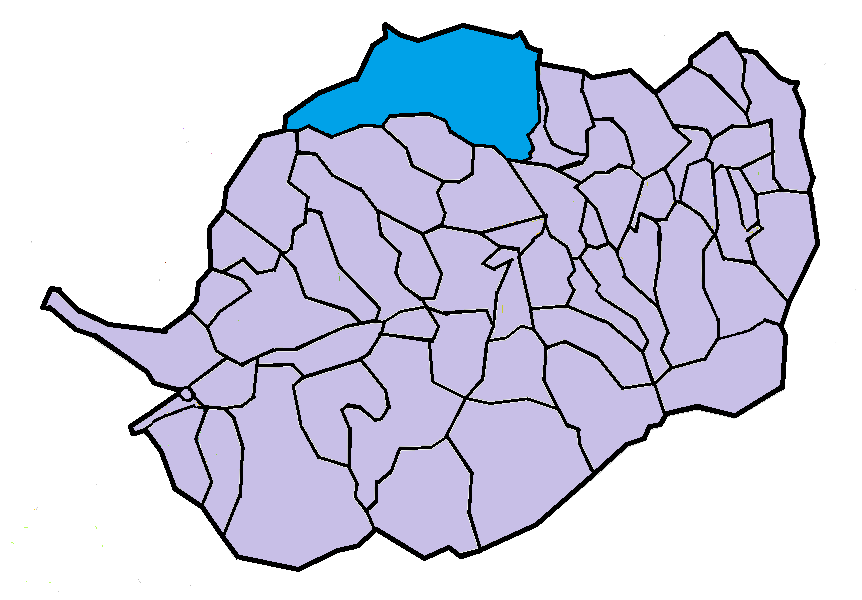
Situació de la comuna de Mosset en el Conflent

El terme comunal de Mosset, de 719.200 hectàrees d'extensió, el més extens de la seva comarca, és situat a la vall de la Castellana, afluent de la Tet. Està situat a l'extrem nord-oest del centre de la comarca, limítrof amb les comarques occitanes del País de Sault i de la Fenolleda, totes dues del Llenguadoc - País de Foix.

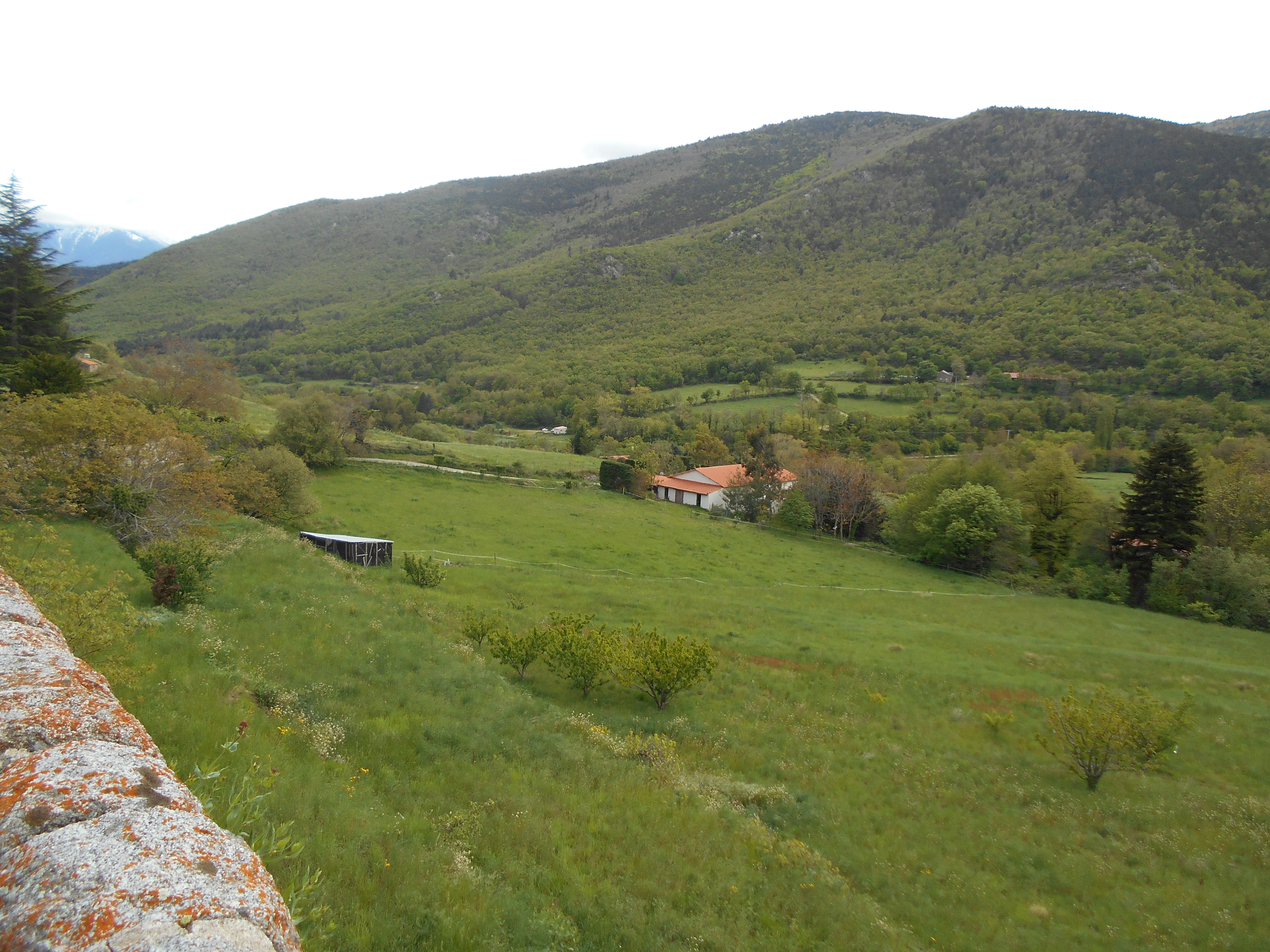
La Vall de Mosset, a llevant del poble

Forma el terme tota la vall alta de la Castellana, antigament anomenada Vall de Molig, cosa que fa que l'orientació de la comuna sigui bàsicament de ponent a llevant. Els límits comunals són muntanyes i carenes de força altitud, atès que marquen el límit de conques: al nord, les conques de la Tet i de l'Aglí; al nord-oest i oest, la de la Tet i la de l'Aude. Els punts més alts són a l'extrem de ponent, on es troben el roc del Madres, de 2.471 m alt, i el Roc Negre, de 2.459, proper a llevant de l'anterior. En el Madres s'inicia, cap al nord i després cap al nord-est, la carena al nord-oest i nord de la qual es troba la conca de l'Aude. Del Madres, seguint la Serra de Madres, va cap al Malpàs i el Pic del Bernat Salvatge, de 2.415,5 m alt, el Coll de Jau, de 1.504,6, el Dormidor, de 1.844, la Serra d'Escales i el triterme entre Montfort de Bolzana, Rabollet i Mosset. Tot seguit, comença el límit amb la conca de l'Aglí, que passa per la Creu de Marqueixanes, de 1.311,6, el Roc de les Quaranta Creus, de 1.355,4, i la carena que passa pel Piló del Curat i arriba al vessant sud-est del Pic del Rosselló, on s'acaba aquest termenal. Tota aquesta línia és alhora el límit dels Països Catalans amb Occitània.
Del Madres cap a llevant, la carena separa la vall de la Castellana de la principal de la Tet. Passa pel Roc Negre, ja esmentat, el Coll de Planyàs, de 1.768,1 m alt, el Pic de Portapàs, de 1.798, el Coll del Torn, de 1.530,2, el Pic del Torn, de 1.632, el Coll del Mener, de 1.566, el Puig del Rocater, de 1.596,5, el Serrat de la Font de la Barbera, que arriba als 1.542, el Coll de les Bigues, de 1.359, el Serrat Gran, de 1.426, el Serrat de Miralles, de 1.374, el Serrat d'Estarder, de 1.255, des d'on davalla cap al Roc de les Creus, de 1.090,4, i les Serrianes, on comença la part més baixa del termenal de Mosset, l'oriental, que ja no segueix uns límits naturals tan clars.
El poble de Mosset és a 701,5 m alt, ran de la Castellana, mentre que el punt més baix del terme comunal de Mosset és a 549,1 m alt, al límit entre Mosset i Campome, al costat nord-est del cementiri de Campome, que és en terme de Mosset.
Termes municipals limítrofs:
| Conòsol (País de Salt)    | Santa Coloma de Rocafort / Montfort de Bolzana (País de Salt) / Rebollet (Fenolleda) | Sornià (Fenolleda) |
| El Bosquet (País de Salt) |                                                                                      | Eus / Campome      |
| Censà                     | Noedes / Orbanyà / Conat                                                             | Rià i Cirac        |

### El poble de Mosset

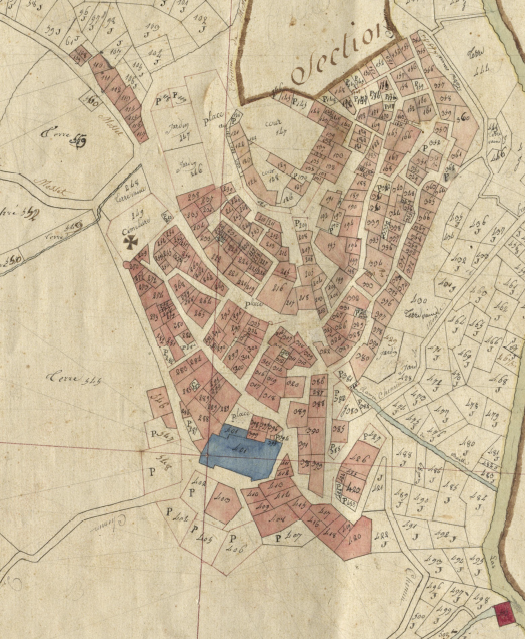
Mosset en el Cadastre napoleònic del 1812 (Arxius Departamentals dels Pirineus Orientals, ADPO)

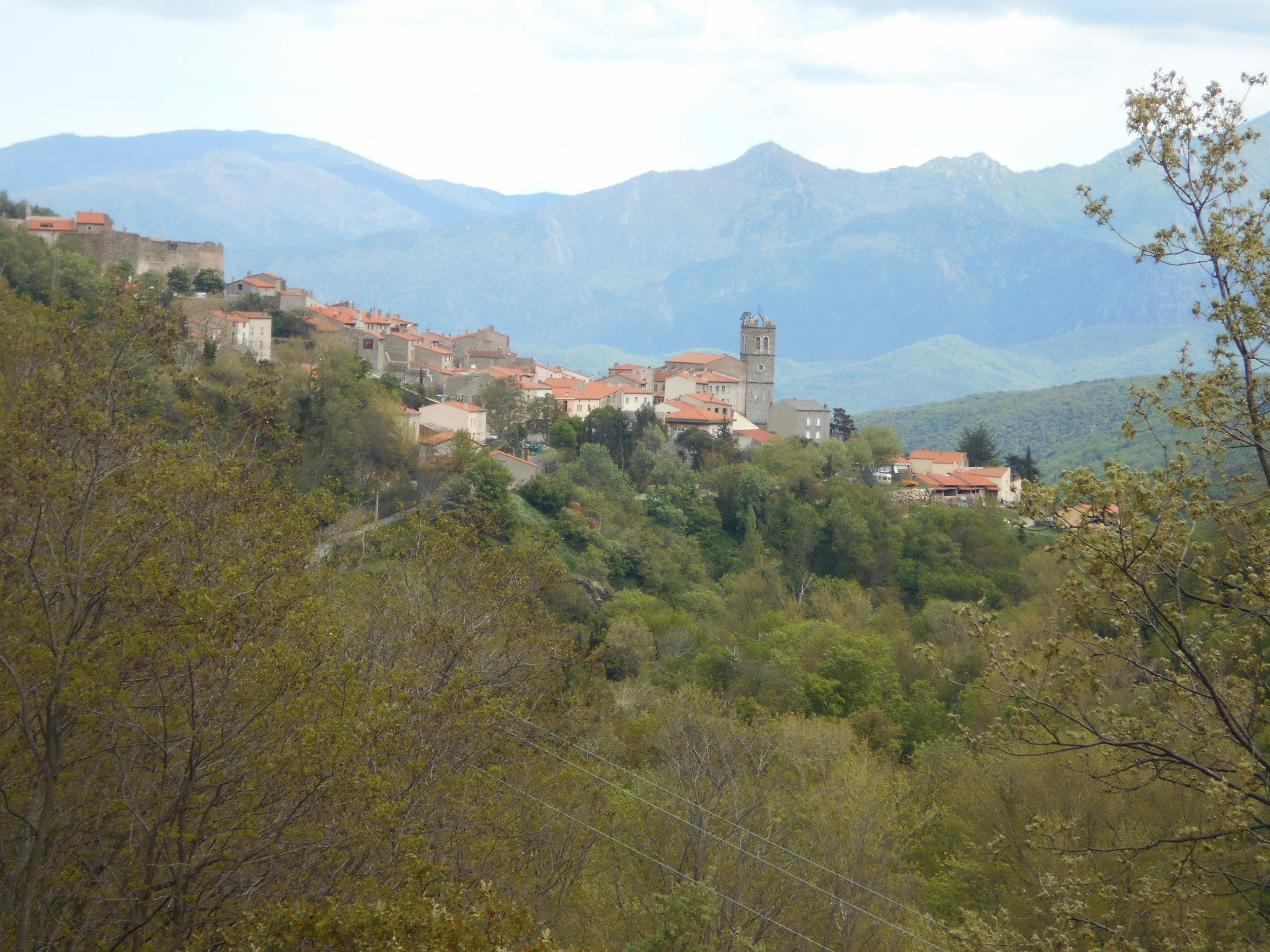
Vista general des de ponent

L'actual poble de Mosset es formà en el lloc on hi havia el Vilar de Corts a partir del 1175, en abandonar l'emplaçament antic, on encara hi ha les restes de l'església de Sant Julià Vell. El lloc de Corts està documentat des del 1068: villa de Cortis in valle Mossed. Fou Pere de Domanova, senyor de Rodés qui hi bastí el castell, ja que n'havia obtingut permís de Alfons I, i poc després era infeudat al senyor de Mosset, que fou vassall primer dels Domanova i després, per transmissió dotal, als Canet. La parròquia fou traslladada de Sant Julià Vell a l'actual església parroquial de Sant Julià i Santa Basilissa el segle xiv, quan es bastí el nou edifici parroquial. L'antic poble fou abandonat, i actualment només romanen, molt desfetes, les ruïnes de l'església vella.

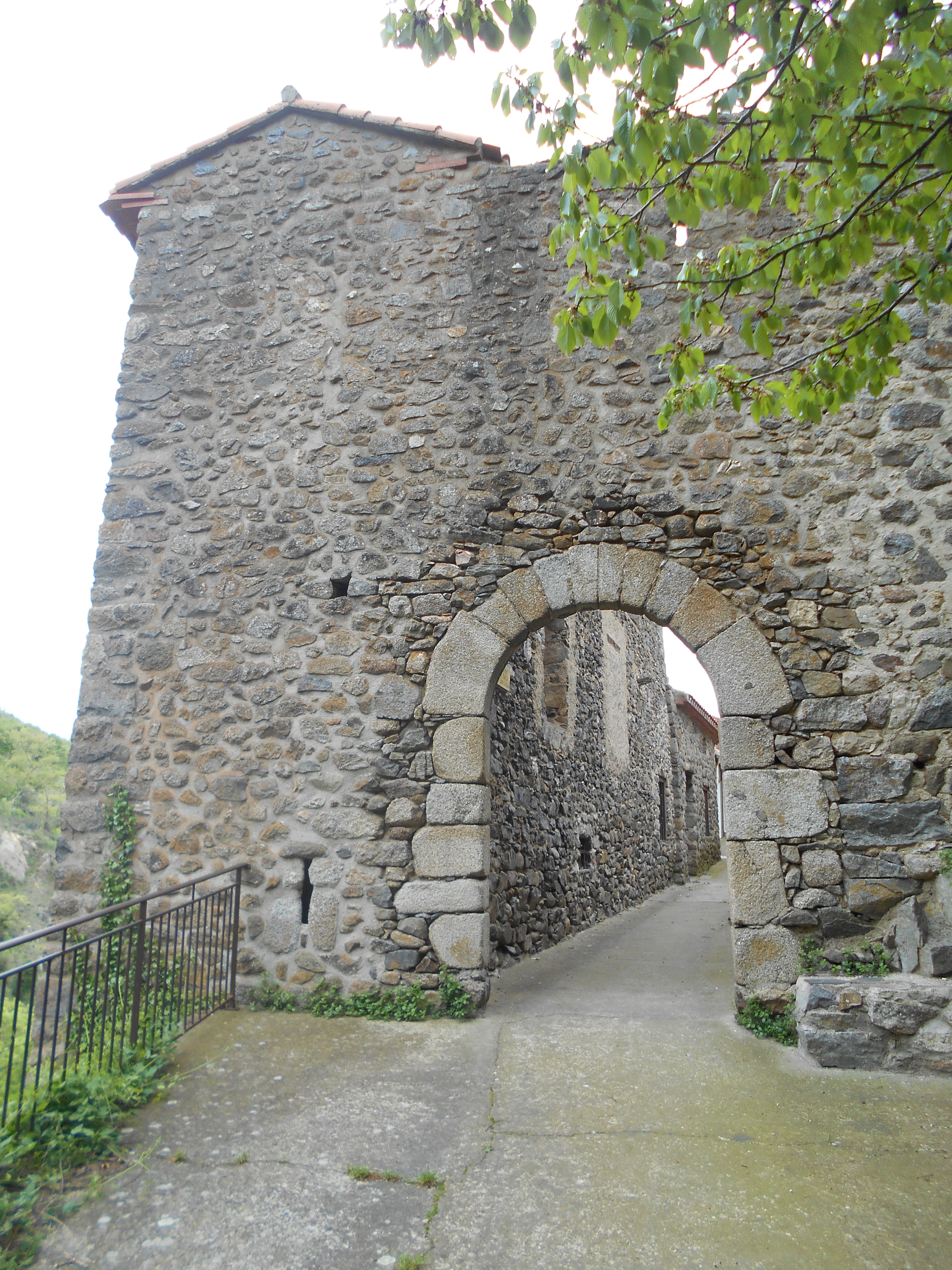
Portal de Comagelada

En aquell temps ja era un poble murallat: la seva posició fronterera amb el veí Regne de França va fer necessàries les muralles i va potenciar la població, que adquirí molta importància. El castell fou renovat per Galceran de Cruïlles el 1563, però un segle més tard, a ran del Tractat dels Pirineus, perdé el seu caràcter de castell fronterer i, conseqüentment, entrà en decadència, i amb ell la població de Mosset. Es conserven sencers els portals de Comagelada (nord) i de França (oest), i quasi sencers els panys de muralla del nord i de l'oest, alguns trams dels del sud i est, i dues torres d'angle, al nord-est i al sud-oest.
A Mosset hi ha també, prop del portal de Comagelada, la capella de Santa Maria de Vedrinyans, o de Comagelada, popularment, la Capelleta, que serví sovint al llarg del segle xvii per a les reunions del Consell de la Vila.

### Breses

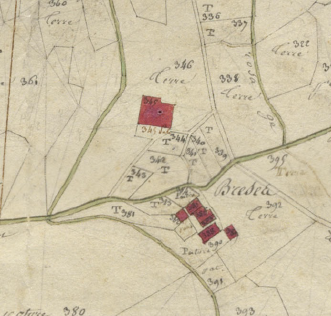
Breses en el Cadastre napoleònic del 1812 (ADPO)

Breses era un dels nuclis de població que formaven el terme de Mosset. El lloc és esmentat des de l'any 1019, en una escriptura en la qual l'abat Oliba, de Sant Miquel de Cuixà, retorna als seus germans Sunifred, Ramon, Guifré i Miró un alou qui est in comitatu Confluente, in valle Mosseti, in villa Bredes et in aiacenciis et terminibus eius.

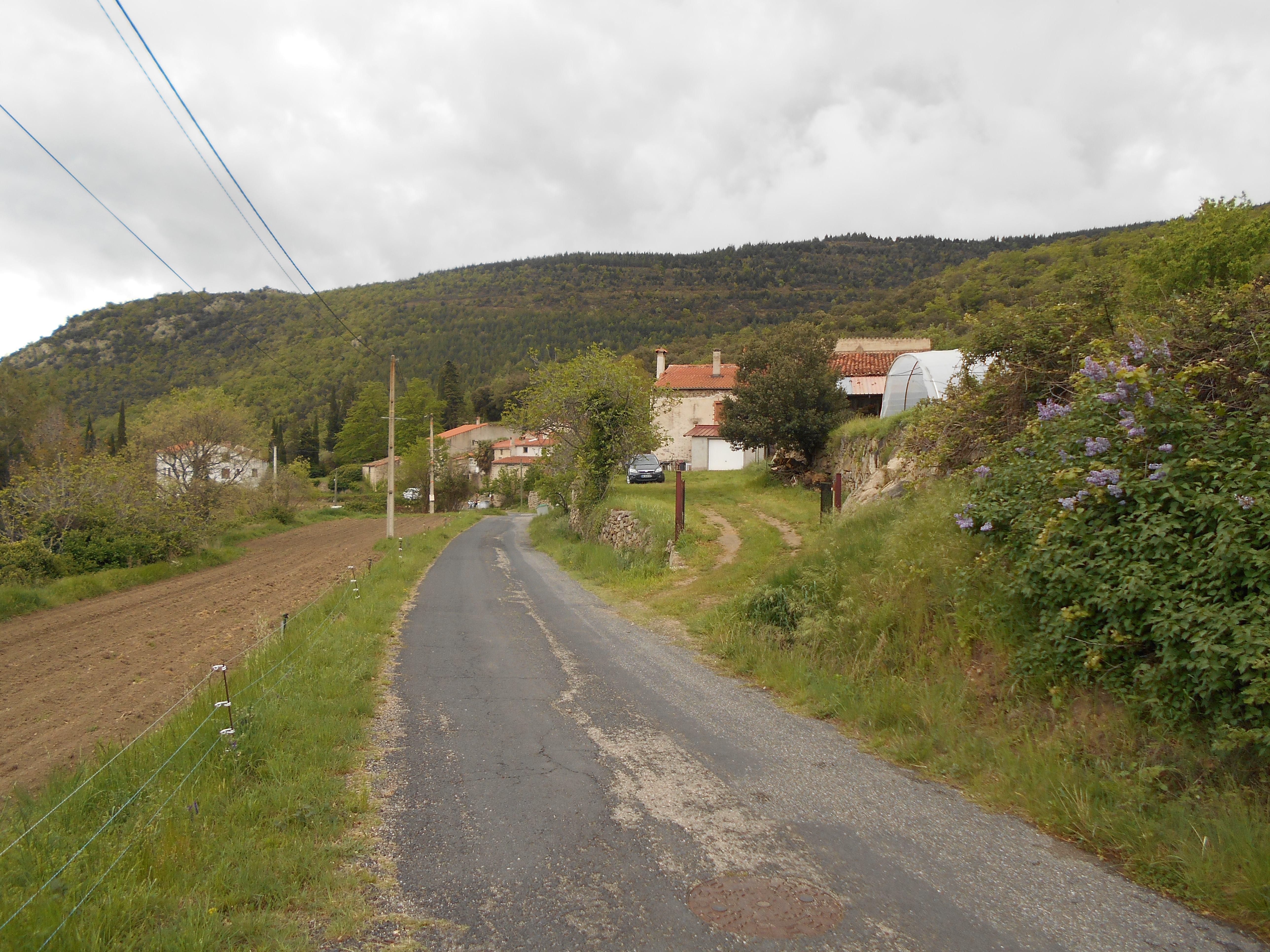
El veïnat de Breses

És situat al sud-oest d'aquest poble, i també al sud-oest d'on hi havia hagut el nucli primigeni de Mosset, a Sant Julià Vell i del monestir de Santa Maria de Corbiac, a 2 quilòmetres en línia recta del primer i a 750 metres dels altres dos llocs. És molt a prop del termenal amb Campome i d'una de les fargues que hi havia a Mosset, l'anomenada actualment Farga de Campome (malgrat ser dins del terme de Mosset). En l'actualitat és un petit veïnat d'hàbitat parcialment dispers d'a penes mitja dotzena de cases. Històricament, era el lloc nadiu de la nissaga dels senyors de Mosset. Tenia la seva església, Sant Esteve de Breses, actualment en ruïnes.

### La Querola

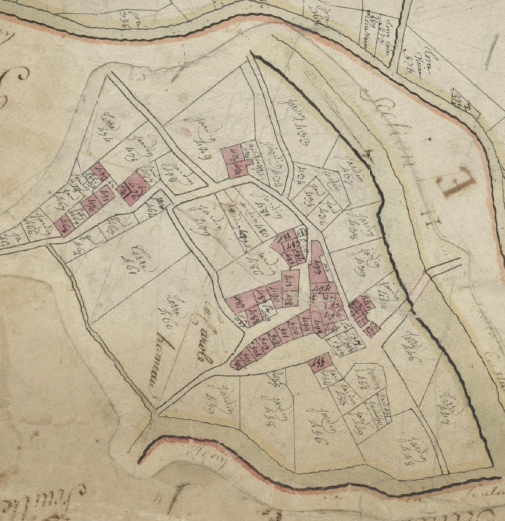
La Querola en el Cadastre napoleònic del 1812 (ADPO)

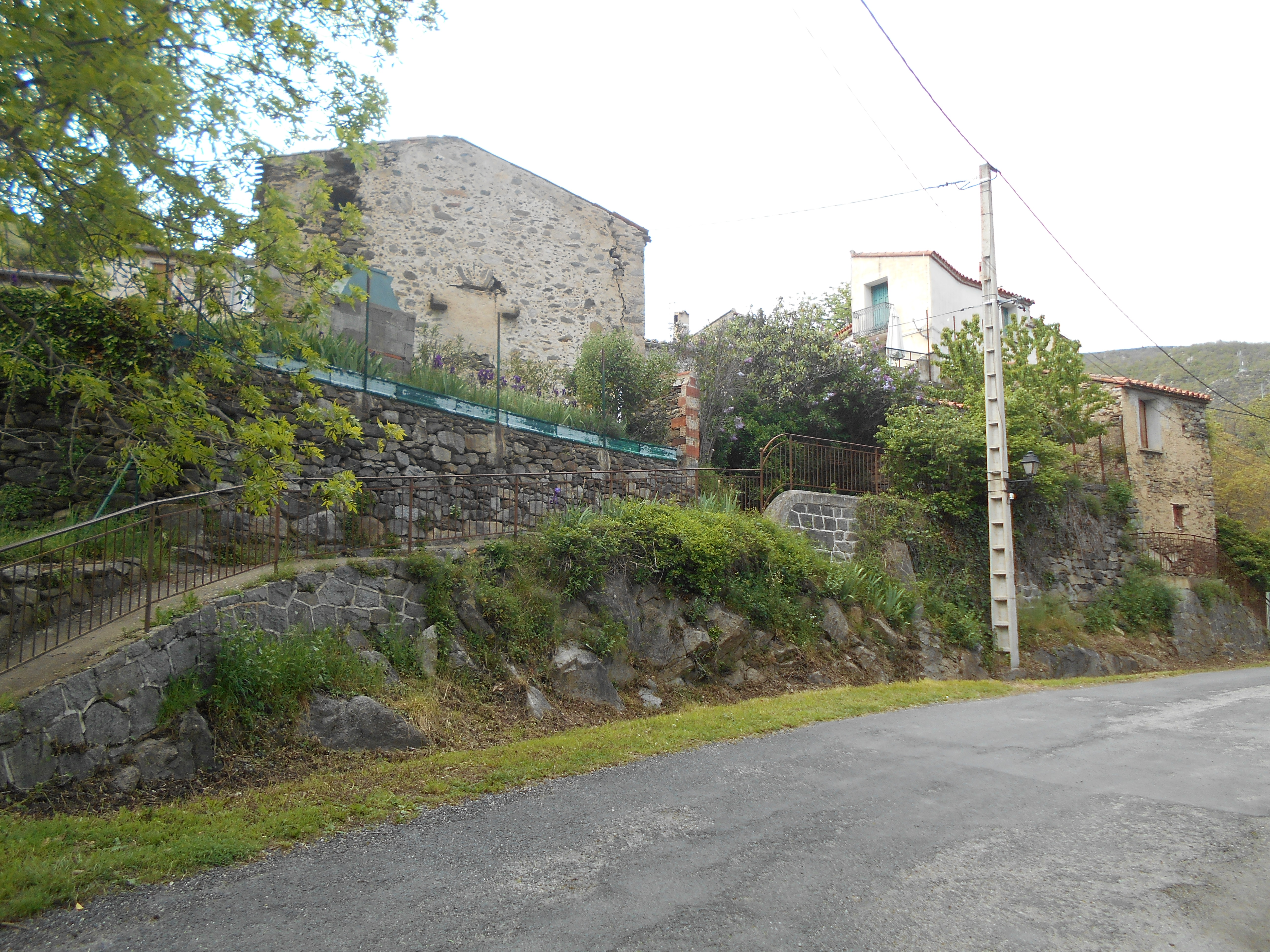
El veïnat de la Querola

El veïnat de la Querola és situat 400 metres al sud-oest del nucli de Mosset, principalment a la riba dreta de la Castellana, pràcticament a sota del poble.
La Querola és un dels veïnats antics del terme de Mosset. Està documentat des de l'any 1362.

### Corbiac

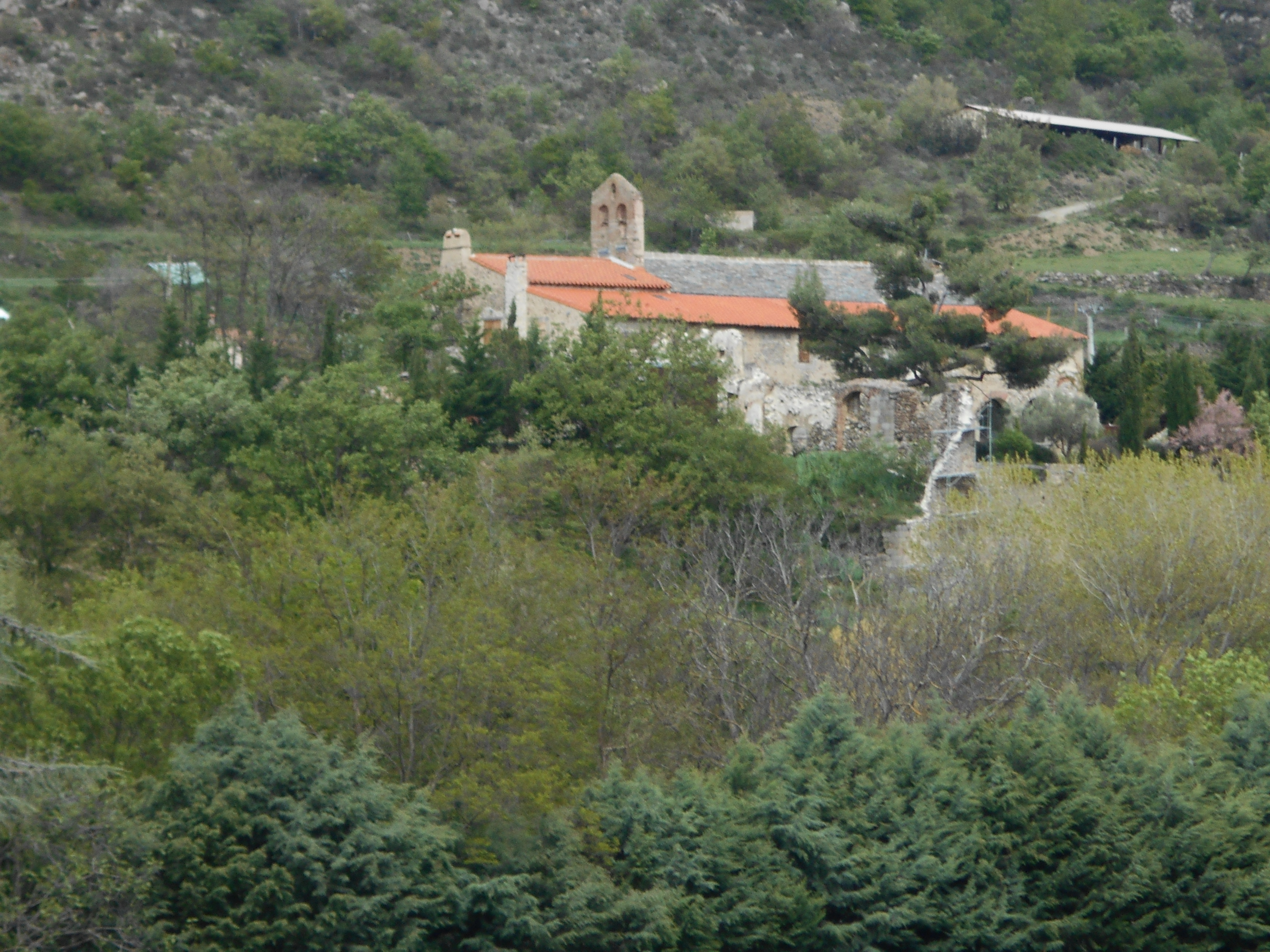
Corbiac des del sud-oest, on era el poble vell de Mosset

El priorat de Santa Maria de Corbiac és situat a l'esquerra de la Castellana, al sud-est de Mosset i davant i al nord-est de Sant Julià, que és a la dreta del riu. El lloc, a més de ser seu del priorat, fou el bressol d'una altra de les famílies nobles de Mosset: els Corbiac, establerts a Marcèvol i a Vinçà a partir del segle xiii. Just al sud d'aquest priorat, a la dreta de la Castellana, hi hagué el poble vell de Mosset, abans que es traslladés al seu emplaçament actual.

### La Farga de Baix
Situada a ponent de Mosset, i lleugerament al nord, la Farga de Baix fou una important farga del terme mossetà. Tot i que el nom no és del tot exacte (la Farga de Campome és encara més avall, dins del terme de Mosset), la Farga de Baix sí que és la de més avall de dues existents en els entorns del mateix lloc (l'altra és desapareguda). És a prop del poble de Mosset, a una distància de 950 metres, i encara més a prop del cementiri d'aquesta població.

### La Torre de Mascardà
La Torre de Mascardà és damunt d'un esperó rocós a l'esquerra de la Castellana, al centre de la vall de Mosset. És a uns dos quilòmetres i mig a ponent del poble, lleugerament cap al nord, a prop del Mas Bernat.

### Jau

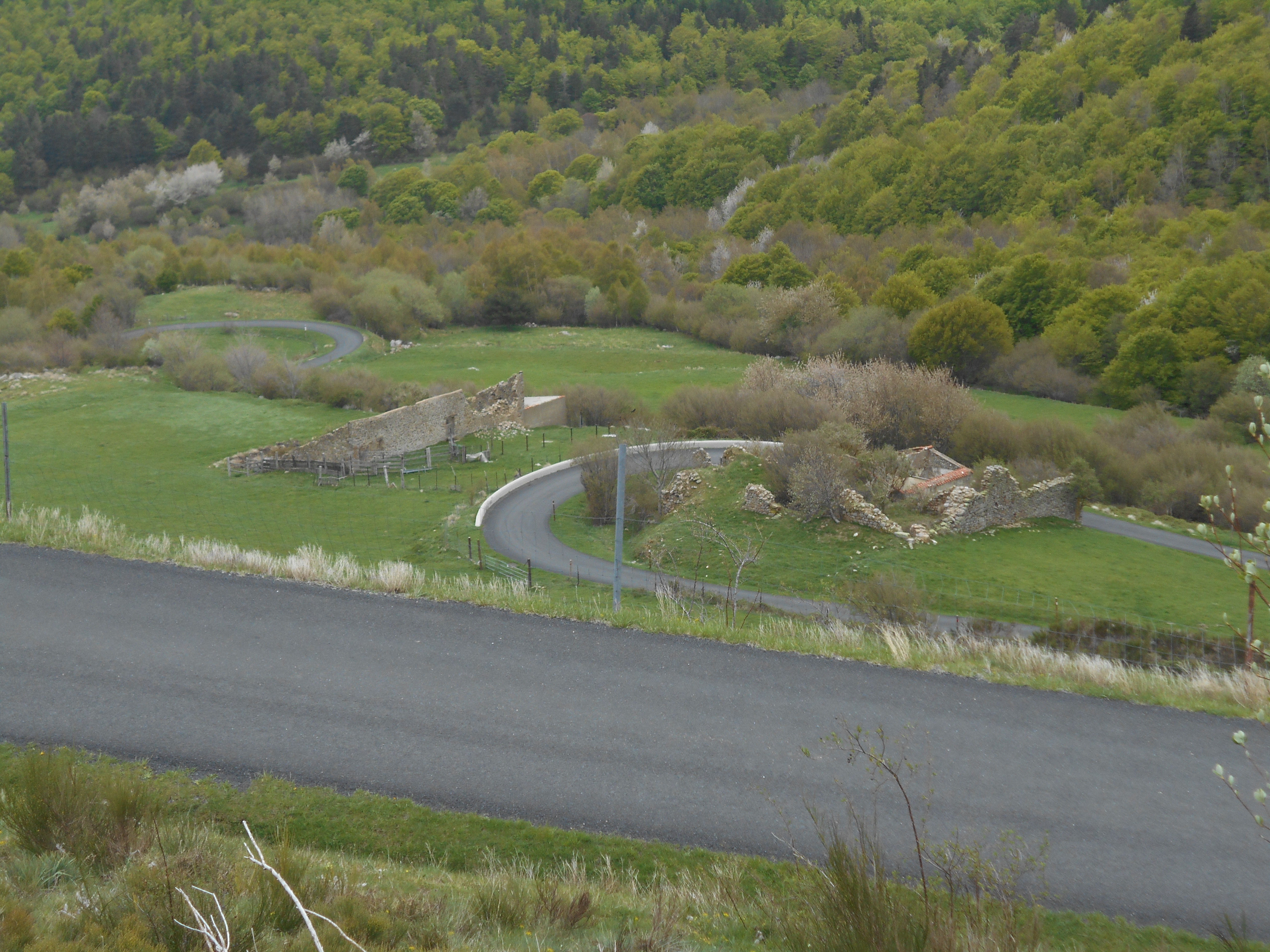
Les restes de Santa Maria de Jau

El monestir cistercenc de Santa Maria de Jau, fundat amb el nom de Santa Maria de Clariana dona nom a un ampli sector del terme de Mosset, que constitueix ben bé la part nord-occidental del terme i inclou l'extrem del terme, del Coll de Jau cap a llevant. El monestir era a prop d'aquest coll, en un lloc on la carretera D - 14 fa un doble revolt molt recargolat que passa pel bell mig de les ruïnes del monestir.

### Altres antics veïnats desapareguts
Són actualment desapareguts, alguns convertits en partides del terme, els veïnats documentats de les Falgueres (Falguerias, 950), al sud-est del terme, Coveset, el 1162, Pujols, el 1176, la Rebolleda, el 1267, Queralt, el 1279, Vedrinyans, també el 1279, Rodoles, el 1298, els Avellans (locus de Avelans, 1362) i la Peralada, el 1362.

### Les mines de talc
En el terme de Mosset hi havia hagut unes antigues mines de talc, que havien tingut prou activitat perquè hi hagués un petit ferrocarril miner. Eren a la vall alta de la Castellana, prop a ponent d'on hi ha ara el Refugi de Callau i de la Jaça del Callau. D'allà sortia una línia de ferrocarril de via estreta que arribava a la Gara de l'Estarder, al sud de Mosset, al lloc on s'entronquen el Serrat de la Cogullera i el Serrat d'Estarder.
L'extracció d'esteatita fou empresa per la societat Chefdebien el 1882, tot i que sembla que el jaciment ja havia estat explotat anteriorment. El talc obtingut de l'esteatita es barrejava amb sulfat de coure, i s'obtenia la sulfoesteatita de coure, coneguda com a Bullida catalana o Pólvora Chefdebien, a la fàbrica Gibraltar de Prada, que s'utilitzava per a combatre el míldiu de la vinya. L'explotació de la mina cessà del tot el 1975. Des de les mines de Callau, es feia el transport fins a Prada de diverses maneres, la més moderna del qual va ser un petit ferrocarril miner tibat per una locomotora Decauville de les mines a Covaset, on ara hi ha el Refugi de Callau, i de Covaset a la Gara d'Estarder. D'Estarder es duia a Campome gràcies a plataformes suspeses de cables, i de Campome a la fàbrica de Prada, amb carros, els darrers anys amb camions.

### Els masos del terme
El terme de Mosset és molt extens, però la zona habitada es concentra sobretot a la meitat oriental, que és on hi havia algunes construccions aïllades. A la part més muntanyosa, i menys productiva des del punt de vista agrícola, hi havia algunes cabanes i cortals, relacionats amb la vida al bosc o amb el pastoreig i transhumància del bestiar. Entre les masies del terme de Mosset cal esmentar Casa Capdevila, la Casa de la Farga de Dalt, la Casa del Cantonyer, Covaset, l'actualment denominat Domaine St-Georges, la Farga de Baix, abans Farga de l'Esquirol, la Farga de Campome, la Farga de Dalt, o de l'Ànec, o Cortal d'en Corcinós, la Farga de la Bastida, la Farga de la Vila, la Farga del Roc, la Farga de Sant Bartomeu, el Martinet de Claus, o Farga de la Querola, el Mas d'en Bernat, abans Cortal d'en Bosquet, el Mas Mirabeau, ara cortal, el Mas de Vedrinyà o Vedrinyans, el Molí, el Molí de l'Oli, el Molí del Marmiton, la Molina, o Serradora de Sant Bartomeu i els Molins d'en Lavilla, nom ja antic, en desús. És en ruïnes el Monestir, mas i cortal edificat a les ruïnes de Santa Maria de Clariana, o de Jau. És abandonat l'hàbitat del Vilar.
El més abundant, entre les construccions aïllades del terme mossetà, són els cortals. Entre els conservats, alguns en ruïnes i els ja desapareguts, a Mosset hi ha el Cortal Arròs, el d'Ancel, o d'en Costa-seca, el de Covaset, o d'en Parès, el de Falgueres de Baix, el de la Barrera, o d'en Mas, o d'en Joan Vila, el de la Barretina, el de la Peiralada, abans, de l'Argelers, el de la Mafià, el de la Margarida, o del Macarandon, o de l'Escanyer, el de la Peirera, o d'en Grau, el de la Pinçona, abans d'en Borrell, el de la Solana, el de l'Assens, el de la Teuleria, el del Basinet, o d'en Taurinyà, el del Coll Esclusa, el del Conc, o d'en Fabre de Baix, abans, d'en Portell, el del Descasat, abans Rabasses o d'en Radondi, el de Léon, o Vila, el de l'Escanyer, o de la Rebolleda, un altre Cortal de l'Escanyer, el de les Escaneres, o d'en Taurinyà, el del Figataire, un altre del Figataire, o d'en Not, el del Pajau, abans d'en Dimon, el del Pinatxo, o d'en Corcinós, el del Riberal, el dels Avellans, abans d'en Brusi, el dels Catai, abans també d'en Brusi, el dels Galivern, abans d'en Parès, el del Solà Blanc, abans d'en Bosquet, o Mas de Montseriu, o d'en Bosquet, el del Solà de Breses, el del Tistó del Bogallar, el del Vellut, o del Garrigó d'en Mas, abans, del Cordat, el d'en Bosquet, dos d'anomenats Cortal d'en Brusi, el d'en Cassin, el d'en Cerdà, o d'en Lloansí, el d'en Clarà, tres d'anomenats Cortal d'en Climenç, o de Cantecó, el tercer, el d'en Corcinós, el d'en Corró, el d'en Duran, o de la Denise, el d'en Fabra, dos d'anomenats Cortal d'en Gaser, el d'en Galant, o Jacobí, el d'en Garrigó, abans d'en Ribera, el d'en Grau, un altre d'en Grau, abans d'en Fabra, el d'en Guibert, el d'en Jepota, o d'en Vila (dos de diferents amb aquests noms), el d'en Maiens, o d'en Corcinós, abans d'en Pompidor, el d'en Manzinga, el d'en Mariner, o d'en Julià, abans, d'en Rufiandis, un altre d'en Mariner, el d'en Monceu, el d'en Monner, el d'en Not, o de Picatera, el d'en Pajau (dos de diferents), el d'en Panxa, el d'en Pascaló, un altre d'en Pascaló, o Casa d'en Brusi, el d'en Pere Andreu, o d'en Corcinós, el d'en Radondí, abans d'en Soler, un altre d'en Radondí, el d'en Ribera, un altre d'en Ribera, o de Mascardà, el d'en Salvat, el d'en Serres (dos de diferents), el d'en Soler, el d'en Tistó, o d'en Salvat, abans d'en Corties, el d'en Trabis, o d'en Vila-seca, el d'en Verdier, un altre d'en Verdier, o del Martí de la Confitura, un tercer d'en Verdier, abans Cortal dels Frares, al monestir de Jau, el de Pierre, el de Sant Bartomeu, abans d'en Querol, el de Terralls, abans d'en Terralls, el de Queraut, el Cortal Galant, abans del Mossonet (dos de diferents), el Cortal Gravàs, o del Cabrit, abans Climenç, el Cortal Oliver, els Cortals de la Tremoleda, els del Bogallar, o d'en Carcinós, els de l'Illa, els del Riberal, els d'en Borregot, o de l'Andreu, abans d'en Lavilla, els d'en Corcinós, els d'en Galderic del Castell, o del Riberal, abans d'en Rufiandis, els d'en Martí, els d'en Verdier de Campome, el Cortal Surjús, o dels Caçaires, abans d'en Fabra, el Cortal Timan, abans d'en Parès, la Farguina, abans Cortal d'en Remaurí, la Granja, o Cortal d'en Domingo Dimon, abans Cortal d'en Prats, Xo'n Grill, o Cortal del Grill, abans Cortal d'en Cortia, Xo'n Patoixa, o Cortal d'en Taurinyà, o Cortal Gibert, Xo'n Pere, o Cortal d'en Pere de Molig, o Cortal Peirer, abans d'en Seguí, (els tres darrers en ruïnes) i Xo'n Quers, o Cortal d'en Quers.
Alguns són del tot en ruïnes, com el de la Caunieta, o d'en Radondi, el del la Coma, el de la Creu, o d'en Salies, el de l'Adela, abans, de Montseriu, el de la Jacoba, abans d'en Climenç, el del Còrrec del Moltó, el de les Salines, abans d'en Julià o d'en Garrigot, el del Pegot, o Radondí, abans Pajau. el del Prat de l'Orri, o d'en Cantier, abans, d'en Monceu, el dels Gil, el de Montrepòs, el d'en Bosquet, abans, d'en Cossei, el d'en Cercó, o d'en Vila, el d'en Climenç (diferent dels anteriors), el d'en Cortia, abans del Galant, el d'en Dimon, el d'en Fabra (diferent de l'anterior), el d'en Fogàs, o d'en Corcinós, o d'en Cortia, el d'en Graner, abans, d'Estarder o d'en Sales, el d'en Melcior, o de la Serradera, abans d'en Garriguet, el d'en Monner, diferent de l'anterior, o d'en Mateu, el d'en París, abans d'en Cossei, el d'en Rossa, el d'en Verdier, o d'en Rossa, abans d'en Joanet, el d'en Vidal, abans de Montseriu o d'en Dimon, el Cortal Gomès, abans també d'en Dimon, els Cortals del Carlet, abans d'en Radondí, els de Montseriu, o d'en Fabra, abans d'en Climenç, els d'en Combó, el Cortal Vell del Cabrit, l'anomenat, senzillament, el Pujol i la Teuleria, o Cortal d'en Quel, abans d'en Climenç. D'altres són desapareguts, i hi roman el topònim, com a nom ja antic: Cortal del Congost, o d'en Verdier, dos d'anomenats d'en Bori, el d'en Bosquet (diferent dels anteriors d'aques nom), el d'en Chenaud, el d'en Climenç (també diferent dels anteriors), el d'en Mallol, el d'en Mas, el d'en Rufiandis (dos de diferents), el d'en Serres (a més dels dos anteriors d'aquest nom), el d'en Soler, o del Garrigó, un altre d'en Soler (tots dos diferents del primer esmentat).
Les barraques, les cabanes i els orris completen el cens de construccions aïllades del terme de Mosset. Inicialment dedicades quasi totes al pastoreig i la transhumància, les barraques del terme són la del Vaquer del Callau i la del Vaquer del Saücar, a més de dues en ruïnes: la Barraca del Vaquer, o de la Jaça d'Escalers, i la Barraca sense nom de la Jaça d'en Vernoia; les cabanes, la del Madres, la de la Balmeta, la de la Roqueta, la del Pastre, o del Vaquer, o Cortal del Bosquet, o del Galderic del Castell, abans Cortal Climenç. Hi ha també el Cobert d'Enric Bosquet, i els orris del Niu de l'Astor, els dos dels Prats de l'Orri, el de la Roqueta, el del Madres i de Quermajor. També hi ha el Paller, prop de Cantecó, el Pont de la Mort d'Escipió, el Refugi de Callau, el Telesquí (abandonat) de Coll de Jau i el Xalet del mateix lloc. Finalment, cal destacar que un antic cortal, el d'en Clarà, va ser convertit en el Centre Educatiu la Coma (oficialment, la Coûme); hi ha també la Gara d'Estarder, que és en ruïnes, i la Microcentral de Coll Esclusa.

### Hidrografia

#### Cursos d'aigua
La Castellana es forma a l'extrem sud-oest del terme de Mosset, en el vessant sud-est del Pic del Bernat Salvatge i en el nord del Madres, a tocar dels termes comunals catalans de Censà i Noedes, i del límit entre els Països Catalans i Occitània, ran dels comuns occitans del Bosquet i Conòsol, del districte de Limós i del cantó de Quilhan, totes dues del parçan (comarca) del País de Saut llenguadocià. Es forma a partir de les Nou Fonts de Castellana.
Des d'aquest lloc comença a davallar cap a l'est, amb una lleugera inflexió cap al nord-est, mentre travessa la zona més muntanyosa, i feréstega, del terme de Mosset. Aquesta vall alta de la Castellana s'acaba quan el riu arriba al seu punt més septentrional, que coincideix amb el lloc on arriba a tocar la carretera D - 14, que baixa des de ponent del Coll de Jau en direcció a Mosset. Alhora, és en aquest tram que la Castellana rep per l'esquerra el seu primer afluent important, el Còrrec de les Voltes, amb el del Forcat, que prové del Coll de Jau (els anteriors són tots torrents muntanyencs de curt recorregut i forta inclinació) i aporta el Còrrec del Saücar i el de la Pinosa, poc després per la dreta el Còrrec de l'Entonador i el de Canrec, amb l'aportació prèvia dels còrrecs de la Gersera i de Rocamaura, després, per l'esquerra, el del Solà Blanc, que abans ha recollit el del Niu de l'Astor. Poc després, per l'esquerra encara, el de Montseriu, el del Roc d'en Pasqual i el de la Garriga; tot seguit, per la dreta, els còrrecs de la Peirera i de Coma Eixuta, i tot seguit per l'esquerra els còrrecs del Bogallar i de les Fontanelles, per la dreta el de la Farga de Dalt, i per l'esquerra el del Cantecó. A punt d'arribar a la Torre de Mascardà rep encara per la dreta el Còrrec de l'Orri, que aporta els còrrecs de les Planes i de les Teixoneres, i tot seguit el de la Coma d'en Beget.
Continua la Castellana el seu curs cap a l'est, ara decantant-se lleument cap al sud-est, sempre amb la carretera esmentada a l'esquerra, tot i que a una mica més d'alçària. Cada cop, però, la carretera es va aproximant més al fons de la vall, mentre que tant la carretera com el riu es van tornant gradualment de traçat més recte: el retomb més important que experimenten és ran de la Torre de Mascardà, on rep per l'esquerra el Còrrec de la Bastida, amb els seus afluents de les Manxes i de la Font del Bon Cristià. Tot seguit passa pel nord del Cortal d'en Panxa i ran de la Farga de Baix, tram en què rep per la dreta el Còrrec de la Font Blanca, per l'esquerra el Còrrec de la Coma, amb els seus afluents del Grevolet, d'en Tibau, del Botàs i del Moltó, per la dreta el de la Farga, i per l'esquerra la Coma de l'Infern, amb els còrrecs del Moltó (un altre del mateix nom), de les Canals i de la Font del Grill. Aviat arriba al costat meridional del poble de Mosset, al qual fa la vota des de l'oest fins al sud-est: el poble queda a l'interior de l'ample meandre de la Castellana. En aquest tram rep per la dreta els còrrecs del Sill de la Solana, el darrer de llarg recorregut, que hi aporta els dos còrrecs d'Estarder, el de les Fontanelles (un altre del mateix nom) i de la Querola. Ran del poble, al seu sud-est, rep per l'esquerra el Còrrec d'en Fabra, també de llarg recorregut des del nord, que reculls els còrrecs de Molló, de les Cireres, dels Cortalets i de la Font del Llop. Després, per l'esquerra, el Còrrec de la Rebolleda, i per la dreta el del Puig.
Cada cop més inclinat cap al sud-est, el riu deixa enrere Mosset per adreçar-se al lloc de Corbiac, que deixa a l'esquerra, després passa entre Jonqueres, a l'esquerra, i Breses, a la dreta, fins que arriba a un meandre doble, on hi ha la població de Campome. Just en arribar al cementiri d'aquest poble, que queda a la dreta del riu, la Castellana surt de Mosset i entra en el terme de Campome. El cementiri de Campome és encara en terme de Mosset, just al límit dels dos comuns, així com la Farga de Campome, a l'esquerra del curs d'aigua. En el tram entre Corbiac i Campome rep l'afluència dels dos còrrecs de la Cometa, el del Vernet, amb el de la Peiralada i el de Padern, per l'esquerra, i els de Breses i del Planal de les Falgueres per la dreta. A l'extrem sud-est del terme de Mosset hi ha alguns còrrecs que s'inicien en el terme de Mosset, però aflueixen en la Castellana ja en terme de Campome: per l'esquerra, el Còrrec del Castanyer i el del Menat, i per la dreta, els de la Caseta, o Caixeta, en el tram final anomenat de les Escomes, i el de les Serrianes.
A l'extrem nord del terme hi ha el Còrrec de Coma Ferrera, que neix en terme de Mosset, però passa aviat cap a la Fenolleda, on fa de partió entre els termes de Rebollet i de Sornià.

#### Canals d'irrigació
La zona més plana del terme, de Mosset en avall, ran de la Castellana, té alguns canals de rec, i una presa, anomenada així, la Presa. Els principals recs són el de Campome, el de la Font del Tell, el de la Vila, el del Bac, el de Rodoles o de les Rondoles, el del Sill i el de Molig.

### Orografia
El fet que el terme de Mosset sigui orogràficament molt accidentat fa que s'hi puguin trobar molts topònims que reflecteixen formes de relleu o espais geogràfics rellevants. Així, hi ha obagues, com dos llocs anomenats simplement el Bac, el Bac de la Font Blanca, el de Fontfreda, el de les Plantes, el de Rocamaura, la Baga, sense complement, la Baga o Bac de Canrec, antigament d'en Canrec, u la Baga de la Serradora; balmes, com la Balmeta, la Balmeta d'Amunt i la Balmeta d'Avall; boscs, com l'Avetosa, el Bosc de la Molina, el de la Vila, el del Puig, el de l'Estarder, el de Trenyer, la Castanyeda, abans el Castenyer, el Castenyer, diferent de l'anterior; clots, el Clot del Castell, el del Pasquer, el dels Avets, el dels Manxers, el d'Espanya i el Clot Tort; colls, com Coll de Jau, Coll de la Gotina, Coll de les Bigues, Coll de les Forques, Coll del Mener, Coll del Torn i Coll de Planyàs; comes. com Coma de Baix, Coma de Dalt, Coma d'Infern, Coma d'en Beget, Coma Eixuta, Coma Ferrera, Coma Gelada, Coma Ralló, la Cometa i les Comes; congosts, com el Congost; costes, com la Costa de Corbiac i la Costa de Queraut; coves, com la Caunieta i la Cova de Baix; muntanyes, com la Gleva, el Madres, el Pic de la Roqueta, el Pic del Bernat Salvatge, el Pic del Rosselló, el Pic del Torn, el Pic de Portapàs, el Puig del Roqueter, el Roc Negre; plans, com el Pla de Baganàs, abans del Manganès, Pla de Llevat, Pla del Sol, Pla de Ponç, o de Ponç de Baix, Pla de Ponç de Dalt, Pla de Rodoles, o de les Rodoles, el Planal de Falgueres i les Planes; serres i serrats, com la Serra d'Escalers, el Serrat de Breses, el Serrat de Formigons, el Serrat de la Cogullera, el Serrat de la Font de la Barbera, el Serrat de la Guàrdia, el Serrat de les Agulles, el Serrat dels Aspres, el Serrat de Miralles, el Serrat d'en Patot, el Serrat de Portapàs, el Serrat d'Estarder, el Serrat d'Infernoia i el Serrat Gran, i solanes, com el Solà, el Solà Blanc, el Solà de Breses, la Solana, la Solana de Canrec i la Solana del Dou.

### El terme comunal
Els principals indrets específics o partides del terme de Mosset són Aigües Tortes, Aigües Tortes de la Balmeta, l'Ànec, els Avellans, el Baró, la Barrera, la Barretina, la Bastida, el Bogallar, Breses, el Camp de la Carbassa, el de la Sala, el de la Sulla, dos llocs anomenats la Canaleta, Canrec, el Cantecó, la Capelleta, la Caseta, la Closa, el Conc, la Congesta, Corbiac, el Còrrec d'en Tibau, el Cortal del Figuetaire, el Cortal dels Frares, els Cortalets, Covaset, la Creu de Marqueixanes, la Creueta, el Dormidor, la Dou, les Embullades, els Embullars, Escalers, o Escales, les Escanals, les Escaneres, les Esclairanes, Estarder, la Fajosa, Falgueres, Falgueres de Baix, les Fargues, les Fontanelles, les Fontanelles Altes, la Font del Llac, la Font del Llop, la Font dels Meners, la Font dels Ocells, la Font del Tell, Fontfreda, Font Nogal, el Forat de la Trapa, les Forques, la Garriga, la Gersera, la Granja, el Grevolet, el Grevolet de Dalt, l'Horta, Horts d'Amunt, l'Ilari, l'Illa, o Canalilles, la Jaça de la Cabana del Pastre, o Jaça de Molig, la Jaça de la Pinosa, la Jaça de la Roqueta, la Jaça del Callau, la Jaça del Cu-cut, la Jaça del Saücar, la Jaça d'en Canter, la Jaça d'en Vernoia, la Jaça d'Escalers, o Escales, Jonqueres, o Jonqueres Gran, Jonqueres Petit, Lluganyats, el Malpàs, la Margarida, el Martinet, el Mas, Mascardà, el Menat, la Molina, la Mollera d'Andorra (nom antic), el Molló (dos de diferents), el Monestir, Montseriu, la Mort d'Escipió, Mosset el Vell, el Niu de l'Astor, les Nou Fonts de Castellana, l'Orri, Padern, el Pas del Callau, els Pasquers Comunals del Dormidor, els Pasquers del Saücar, la Pedrera, o Mina, de la Pinosa, les Pedreres, la Peiralada, la Peirera, el Piló del Curat, la Pinosa, Pontarró, el Prat d'en Panxa, el Prat d'en Popon, Prat Morill, Prats de l'Orri, abans en singular, el Puig, el Puig de Corts (on és Mosset), el Pujol, Queraut, la Querola, el Rabassar, el Rabassar de Dalt, el Ras, el Ras del Coll de Jau, la Rebolleda, el Riberal, les Ribes, Rocamaura, el Roc de la Dona, el Roc de la Gersera, abans de la Jacera, el Roc del Campanar, o, simplement, el Campanar, el Roc de les Creus, el Roc de les Quaranta Creus, el Roc d'en Pasqual, el Roc Gran, el Roc Negre, la Roqueta (dues de diferents), la Sala, les Salines, les Salines de Dalt, el Salt del Burro, Sant Bartomeu, Sant Julià, o Sant Julià el Vell, Serradell, avui Sabadell, la Serradora, les Serrianes, el Sill, les Teixoneres, la Teuleria, la Tira, la Tira Alta, la Tira de Rià, la Tremoleda, el Valler, avui el Bellver, la Ventallola, el Vernet, el Vilar, les Vinyes de la Baldrana i les Voltes. Alguns són senyals termenals, com la Creu de Marqueixanes, el Piló de la Miranda, el Roc de la Maria, el Roc de les Creus, el Roc de les Quaranta Creus, el Roc del Trial, el Roc de Miralles, el Roc d'en Martí i el Senyal d'en Pasqual.

## Transports i comunicacions

### Carreteres
Pel terme de Mosset discorre una única carretera, la D - 14 (D - 619, a Catllà - Coll de Jau), que uneix Mosset amb els Banys de Molig, Campome, Catllà, amb la resta de la comarca i del país. Aquesta carretera es desdobla en una variant, la D - 14a (D - 14, a Molig - D - 14, a Mosset) que mena al poble de Molig d'una banda, i a Mosset de l'altra.

### Transport públic col·lectiu
Al poble de Campome arriba la línia 243 (Prada - Mosset), que uneix les poblacions de Prada, Catllà, els Banys de Molig, Campome i Mosset. La línia enllaça a Prada amb la 240 i la 260, per anar cap a Perpinyà o cap a la Cerdanya. Aquesta línia ofereix cinc serveis diaris de Mosset a Prada, i sis a la inversa, més un que es queda a Molig. No circula els dies festius. Per aquesta línia, Mosset és a un quart d'hora de Campome, a 20 minuts de Molig, a mitja hora de Catllà i a una mitja hora de Prada (depenent de la parada). A més, com altres pobles petits, disposa del TAD (Transport a la demanda).

### Els camins del terme
El terme de Mosset té molts camins interns del terme, atesa la seva característica de vall tancada, envoltada de muntanyes bastant altes. Així, s'hi troben els camins de Cantecó, de les Falgueres, de la Coma (dos de diferents), de la Guàrdia, de la Jaça de la Roqueta, de la Muntanya, de la Peiralada, de la Serradera, o Tira de la Serradera, de la Tremoleda, de l'Entonador, de l'Estarder, del Rabassar, dels Cortalets, dels Prats de l'Orri al Niu de l'Astor, el de Rocamaura, el de Selvanera, la Carrerada del Clot d'Espanya, la Carretera del Clot d'Espanya (diferents), la Pista de la Tremoleda, la Pista Forestal de Canrec, o del Coll del Torn, la Ruta de Covaset, la Ruta Vella de Covaset i la Tira del Mas. D'altres camins enllacen amb els pobles veïns de Mosset: el Camí o Ruta de Campome, el de Conòsols, o del Coll de Jau, el de Molig a Campome, anomenat Camí de Ginclà en els termes veïns, el Camí de Prada, el de Rebollet, el de Rià a la Muntanya, anomenat la Tira a Rià, el de Sornià, el Camí Vell de Montfort, la Ruta de Prada, la Ruta de Coll de Jau i la Tira de Catllà. Cal esmentar a part l'Antic Camí de Ferro de les Mines.

## Activitats econòmiques
La major part del terme comunal, molt muntanyós, és erm, improductiu per a l'agricultura. Sí que hi ha boscs importants, com el Bosc de la Vila, amb abundor de roures i faigs, majoritàriament a la dreta de la Castellana, que és més obac que la riba esquerra. A més, quasi 300 hectàrees estan dedicades a farratge i pastures. A més d'aquestes, i localitzades al fons de la vall, hi ha una seixantena llarga d'hectàrees dedicades a arbres fruiters, entre els quals destaquen els presseguers, a més d'algunes pomeres, pereres i altres arbres. Hi ha una presència testimonial d'un parell d'hectàrees de vinya i mitja dotzena d'horts.
La ramaderia ha estat sempre una activitat important a Mosset, tot i que durant el darrer segle ha sofert una davallada important. El terme de Mosset era un lloc molt freqüentat per ramats en transhumància, on feien estada, a l'esquerra de la vall, la part nord, ramats procedents del Llenguadoc i la Fenolleda, sobretot. Hi resten nombrosos topònims i restes de cledes i cortals, fruit d'aquesta activitat. En l'actualitat, encara romanen a Mosset uns 300 caps de bestiar oví, un miler d'oví, més de seixanta de cabrum i una quantitat que està en creixement d'equí, a causa de l'activitat turística basada en el cavall.
L'activitat tradicional en el camp de la indústria havia estat el treball del ferro a les fargues existents a la vall del riu, de les quals encara en queden algunes, tot i que ja no en la seva activitat original; foren implantades, quasi totes, al llarg de l'edat moderna. També havien estat importants les pedreres de marbre i de talc. Actualment, la principal indústria és la del turisme, que ha donat molt vida al poble, tant des del punt de vista econòmic com d'activitat humana i cultural. Una petita estació d'esquí s'havia instal·lat a Coll de Jau, però l'experiència no reeixí.

## Història
Les notícies més antigues de Mosset es troben al segle x, quan un privilegi del rei Lotari concedeix en un privilegi un alou in villa Mosseto a Sant Miquel de Cuixà l'any 958, que confirmen el Papa Joan XIII el 968 i Sergi IV el 1011. Possiblement es tracta de l'alou de Breses, que el 1019 era venut per Oliba, abat de Cuixà, amb el permís del seu germà, el comte Guifré i del seu nebot, també Guifré, arquebisbe de Narbona. El comprador era el que fou senyor de Breses, d'on arrencà la família que serien més tard barons de Mosset, una de les baronies més importants de la regió. Així, arriba fins a Arnau IV de Mosset, un dels principals vassalls de Jaume III de Mallorca, que tingué un paper polític molt destacat al Rosselló. Tanmateix, a la seva mort es produïren canvis dinàstics, atès que en morir el 1355 Arnau IV de Mosset (dit també Ademar IV) heretava la baronia Arnau de Saga, el seu gendre Arnau de Saga la transmetia a la seva filla Beatriu, muller de Berenguer d'Oms. El 1374 els dos darrers la venien a Andreu de Fenollet, vescomte d'Illa i de Canet. Dotze anys més tard, Andreu de Fenollet llegà la baronia de Mosset a Huguet de Santa Pau, juntament amb la Torre de Mascardà i Paracolls. El 1446, la baronia de Mosset passava, també a causa d'un matrimoni, als de Cruïlles, en mans dels quals estava al final de l'Edat Mitjana.

Dels de Cruïlles, altre cop a través de l'aportació en dot, passà el 1675 a Joan de Margarit, marquès d'Aguilar, que van conservar la baronia fins a la Revolució Francesa.

## Demografia

### Demografia antiga
La població està expressada en nombre de focs (f) o d'habitants (h)
| 75 f | 45 f | 58 f | 25 f | 21 f | 174 f | 98 f | 990 h | 1.033 h | 250 f |

Notes:
- 1515: per a Mosset i Jau;
- 1774: per a Mosset i la Querola;
- 1789: per a Mosset, Breses i la Querola.

### Demografia contemporània
| Evolució de la població |       |       |       |       |       |       |       |       |
| 1793                    | 1800  | 1806  | 1821  | 1831  | 1836  | 1841  | 1846  | 1851  |
| 1.061                   | 1.190 | 1.158 | 1.187 | 1.297 | 1.333 | 1.261 | 1.283 | 1.257 |

| 1856  | 1861  | 1866  | 1872  | 1876  | 1881 | 1886 | 1891 | 1896 |
| ----- | ----- | ----- | ----- | ----- | ---- | ---- | ---- | ---- |
| 1.260 | 1.214 | 1.208 | 1.129 | 1.063 | 968  | 962  | 849  | 859  |

| 1901 | 1906 | 1911 | 1921 | 1926 | 1931 | 1936 | 1946 | 1954 |
| ---- | ---- | ---- | ---- | ---- | ---- | ---- | ---- | ---- |
| 803  | 820  | 804  | 673  | 616  | 566  | 491  | 445  | 384  |

| 1962 | 1968 | 1975 | 1982 | 1990 | 1999 | 2004 | 2009 | 2014 |
| ---- | ---- | ---- | ---- | ---- | ---- | ---- | ---- | ---- |
| 330  | 289  | 269  | 234  | 266  | 293  | 307  | 295  | 295  |

| 2015 |
| ---- |
| 300  |

Fonts: Ldh/EHESS/Cassini fins al 1999, després INSEE a partir deL 2004

### Evolució de la població

Població 1962-2008

## Administració i política

### Batlles
| Alcalde               | Període                              |
| --------------------- | ------------------------------------ |
| Joseph Corcinos       | 1900 - 1904                          |
| Jean Rousse           | 1904 - 1908                          |
| Pierre Arrous         | 1908 - 1912                          |
| Baptiste Joseph Marty | 1912 - 1919                          |
| Isidore Monceu        | 1919 - 1925                          |
| François Pujol        | 1925 - 1940                          |
| Isidore Monceu        | 1940 - 1944                          |
| Jean Not              | 1945 - 1947                          |
| Louis Soler           | 1947 - 30 de gener del 1982          |
| René Mestres          | 30 de gener del 1982 - Març del 1995 |
| Alain Siré            | Març del 1995 - Març del 2001        |
| Olivier Bétoin        | Març del 2001 - Març del 2008        |
| Henri Sentenac        | Març del 2008 - Moment actual        |

### Legislatura 2014 - 2020

#### Batlle
- Henri Sentenac.

#### Adjunt al batlle[19]
- 1a: Olivier Bétoin
- 2a: Isabelle Gironès.

#### Consellers municipals
- Jacques Anoll
- André Bousquet
- Constanza Caballero
- Charlotte Guibert
- Jean Henric
- Jean Not
- Michel Ques
- Catherine Vassail.

### Adscripció cantonal

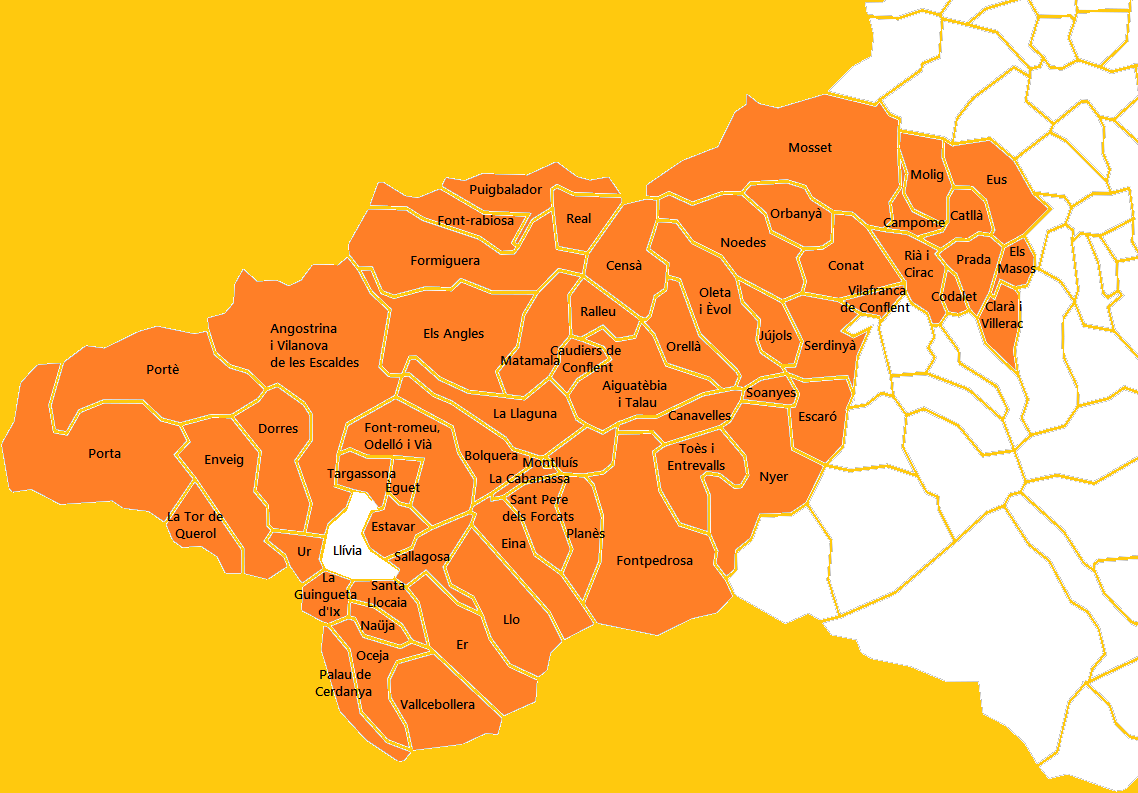
Mapa del Cantó dels Pirineus Catalans

A les eleccions cantonals del 2015 Mosset ha estat inclòs en el cantó número 13, dels Pirineus Catalans, que inclou els pobles d'Angostrina i Vilanova de les Escaldes, Bolquera, Dorres, Èguet, Eina, Enveig, Er, Estavar, Font-romeu, Odelló i Vià, la Guingueta d'Ix, Llo, Naüja, Oceja, Palau de Cerdanya, Porta, Portè, Sallagosa, Santa Llocaia, Targasona, la Tor de Querol, Ur i Vallcebollera, de la comarca de l'Alta Cerdanya, els Angles, Font-rabiosa, Formiguera, Matamala, Puigbalador i Ral, de la del Capcir, i les viles de Montlluís, Prada i Vilafranca de Conflent i els pobles d'Aiguatèbia i Talau, la Cabanassa, Campome, Canavelles, Catllà, Caudiers de Conflent, Censà, Clarà i Villerac, Codalet, Conat, Escaró, Eus, Fontpedrosa, Jújols, la Llaguna, Els Masos, Molig, Mosset, Noedes, Nyer, Oleta i Èvol, Orbanyà, Orellà, Planès, Ralleu, Rià i Cirac, Sant Pere dels Forcats, Sautó, Serdinyà, Soanyes i Toès i Entrevalls, de la del Conflent, amb capitalitat a Prada. Són conselleres per aquest cantó Jean Castex i Hélène Josende, de la Unió de la Dreta.

### Serveis comunals mancomunats
Mosset forma part de la Comunitat de comunes de Conflent - Canigó, amb capitalitat a Prada, juntament amb Prada, Arboçols, Campome, Campossí, Canavelles, Castell de Vernet, Catllà, Clarà i Villerac, Codalet, Conat, Cornellà de Conflent, Escaró, Espirà de Conflent, Estoer, Eus, Finestret, Fillols, Fontpedrosa, Fullà, Jóc, Jújols, Marqueixanes, els Masos, Mentet, Molig, Noedes, Nyer, Oleta i Èvol, Orbanyà, Orellà, Pi de Conflent, Rià i Cirac, Rigardà, Saorra, Serdinyà, Soanyes, Sornià, Tarerac, Taurinyà, Toès i Entrevalls, Trevillac, Vallestàvia, Vallmanya, Vernet, Vilafranca de Conflent i Vinçà.

## Ensenyament i Cultura
A Mosset hi ha una escola pública amb seccions de maternal i primària. Per a continuar els estudis, les noies i els nois de Mosset poden cursar secundària als col·legis de Prada i Sant Pau de Fenollet, el batxillerat als liceus de Prada.
Mosset és un poble extraordinàriament actiu en el món cultural. D'una banda, la bellesa del poble i de la seva vall ha atret nombrosos artistes de procedències diverses, que fan estada a Mosset de forma permanent o estacionària. Hi destaquen els pintors Christophe Blanpain, francès, Albert Heijdens, neerlandès, fundador de l'Òpera de Mosset, Gwen Joy Royston, gal·lesa, Bob Royston, pintor en dues o tres dimensions i escultor, també gal·lès, Jerôme Wolf, Gilles Graell, François Majorel, l'escriptor Miquel Perpinyà, la cantant Muriel Perpigna-Falzon i el guitarrista Jacques Mestres, dit Jako. Tots plegats asseguren una activitat artística rellevant en el poble.
A més, cal tenir en compte la iniciativa engegada per Albert Heijdens de l'Òpera de Mosset, que una vegada l'any, des del 2003 ha tirat endavant ja deu espectacles operístics, entre concerts, fragments d'òperes i òperes senceres. Aquests muntatges se solen fer al Palau dels Reis de Mallorca de Perpinyà i al pati del Castell de Mosset, i tiren endavant gràcies a un petit exèrcit de voluntaris que treballen en 17 grups de treball o obradors, que inclouen des de la venda d'entrades fins al cor de l'òpera, passant per vestuari, escenografia o comunicació amb els veïns.
Hi ha una biblioteca molt activa, un Obrador Autònom del Llibre, on es creen llibres i activitats diverses a l'entorn del llibre, el museu de la Torre dels Perfums de Mosset, les activitats escolars de la casa de colònies de la Coma, i tota l'activitat duta a terme per les associacions del poble:
- La Capelleta, promotora del Patrimoni local i de les arts
- Els Pastorets, que promouen un pessebre vivent i la cantada anual dels Goigs dels Ous
- L'associació Bois Energie 66, que promou l'aprofitament del bosc per a un consum ecològic i responsable
- L'Amical Sant Julià, per a la rehabilitació de l'església parroquial
- Les saxifrages, que lluiten per la llibertat de pensament i la lluita contra el pensament únic.

S'hi afegeixen, a més, un bloc activíssim publicat a la pàgina web de l'Oficina de Turisme, La chronique de Jean Luc i La maison de Janie, una casa del poble dedicada a sala d'exposicions, espais per a associacions i un apartament - obrador d'art obert als artistes que hi vulguin fer estades.
Finalment, cal esmentar els treballs sobre tots els aspectes de la història local duta a terme per l'enginyer politècnic retirat Jean Pares, molta part d'ella reflectida també a la pàgina web de l'Oficina de Turisme de Mosset.

## Llocs i monuments
- Església parroquial de Sant Julià i Santa Basilissa de Mosset
- Església de Santa Maria de Corbiac
- Torre dels Perfums.
- L'antiga estació d'esquí de Coll de Jou.

## Personatges lligats a la comuna
- Sébastien Escanyé (1759-1832) : polític i parlamentari.
- Édouard de Massià (1824-1892), metge, alcalde de Molig i impulsor dels seus balnearis.
- Philippe d'Arboç (1882 - 1956), geògraf nord-català.
- Jacques-Joseph Ruffiandis (1887-1956), escriptor, historiador i militar.